# Bonnechere River
Bonnechere River är ett vattendrag i Kanada.   Det ligger i provinsen Ontario, i den sydöstra delen av landet, 70 km väster om huvudstaden Ottawa.
Omgivningarna runt Bonnechere River är en mosaik av jordbruksmark och naturlig växtlighet. Runt Bonnechere River är det glesbefolkat, med 20 invånare per kvadratkilometer.